# Glicéria Tupinambá
Glicéria Tupinambá (Serra do Padeiro, Terra Indígena Tupinambá de Olivença, Bahia, 1982), também conhecida como Glicéria Jesus da Silva ou Célia Tupinambá, é uma artista, professora e liderança indígena. Ficou conhecida internacionalmente por seus trabalhos com o manto tupinambá e pelo seu trabalho no documentário Voz Das Mulheres Indígenas (2015).

## Biografia
Professora, antropóloga, ativista, pesquisadora, cineasta e liderança da aldeia em Serra do Padeiro, na terra indígena Tupinambá de Olivença, no sul da Bahia. Filha de Ramiro Ferreira da Silva (Lírio da Serra) e Maria da Glória de Jesus (Maria de Lírio), tem nove irmãos, dentre eles o Cacique Babau. Tem dois filhos, Eruthawã e Ory Tupinambá. Concluiu a Licenciatura Intercultural Indígena no Instituto Federal de Educação, Ciência e Tecnologia da Bahia (IFBA). Porto Seguro, Bahia, Brasil. Dirigiu, em parceria com Cristiane Julião Pankararu e Alexandre (Xandão) Pankararu, o documentário Voz das Mulheres Indígenas (2015).
Foi a primeira artista indígena a representar o país no pavilhão do Brasil na Bienal de Veneza em 2024, com a exposição  “Ka’a Pûera: Nós Somos Pássaros que Andam”.

## Manto Tupinambá
Em 2006, Glicéria começou a pesquisar sobre o manto junto a seus familiares. Descobriu que a técnica ainda era utilizada para confecionar redes de pesca e jereré. A partir desta descoberta, Glicéria conseguiu avançar na pesquisa sobre a confecção dos mantos, um trabalho que continua desenvolvendo até os dias de hoje, pois cada peça tem um processo particular. Durante as suas pesquisas teve contato pela primeira vez com imagens dos mantos dos século XVI e XVII, através das aulas da professora Patrícia Navarro, da UEFS. O manto confeccionado fez parte da exposição "Os primeiros brasileiros", organizada no Museu Nacional pelo professor João Pacheco de Oliveira. O manto não foi atingido pelo incêndio que atingiu o Museu, estando a salvo no Memorial dos Povos Indígenas em Brasília.

### Primeiro contato com o manto
O primeiro contato com o manto ocorreu em 2006 no sul da Bahia durante um seminário ministrado pela antropóloga Patrícia Navarro. Glicéria Tupinambá era então professora e diretora da associação dos tupinambás da Serra dos Padeiros. Durante o seminário, o manto o tupinambá, que se encontrava no Museu Nacional da Dinamarca (Nationalmuseet), teve a sua imagem projetada pela palestrante. Glicéria descreve aquele momento como de “encantamento”, cheio de emoção espiritual e o que ela denomina como o “chamado do manto”.  A partir daí ela dá início a sua pesquisa sobre a peça, sua importância ritual e suas técnicas de confecção. Simultaneamente teve início no próprio território da comunidade indígena um projeto associado com o conhecimento de todos da comunidade para buscar entender o manto sagrado. Glicéria, então, inicia a confecção do seu primeiro manto para ofertar como presente aos encantados seres espirituais, seus ancestrais, na Festa de São Sebastião.
Durante esse período ela não possuía o domínio das técnicas necessárias para a construção da trama ou das plumas. Isso porque tal conhecimento que acabou adquirindo sobre o manto eram somente das suas experiências com materiais fotográficos. Portanto, na tentativa de replicar a confecção dos mantos originários, usou a técnica da construção do jereré (redes essas usadas na localidade para a pesca) com dimensões de um metro e vinte de comprimento para cinquenta centímetros de largura. Utilizou ainda penas de pássaros domésticos e das matas coletadas da natureza. Confeccionado nas cores do território contendo tons marrom, esverdeado e branco, tendo a cooperação da sua comunidade. Já sobre o manto cerimonial tupinambá, esse tem um significado especial diretamente ligado à cultura desse povo, sendo mais do que apenas um artefato material. Ele conta a história do período de sua utilização. Tanto que para Glicéria esse reencontro com o manto significava um reencontro com os seus ancestrais de tempos distantes. 
Por esse motivo a proximidade do manto com representantes tupinambás tem uma grande importância a fim de que essas comunidades continuem alimentando essa vivência por meio das suas atividades culturais. Além disso, é relevante destacar que existem outras peças que fazem parte do conjunto da obra de arte plumária em vários museus diferentes da Europa. Consoante Glicéria, cada uma destaca a funcionalidade própria compondo um grande cerimonial ao qual ela deseja ser capaz de um dia reunir.
Um momento que ajudou muito nesse aperfeiçoamento técnico e científico por trás do manto foi a visita de Glicéria aos acervos técnicos de dois museus europeus, sendo um deles o Museu Nacional da Dinamarca e o Museu do Quai Branly, francês. Nas experiências desses museus ela teve a possibilidade de analisar as peças diretamente, proporcionando conhecimento na confecção de novas peças por Glicéria que vê na arte a difusão da mensagem da luta de resistência indígena por seu território. Ademais a experiência contou também com outros canais mais sensíveis como mensagens recebidas especificamente por meio de pássaros e de sonhos vindos dos antepassados. 

### Trajetória da pesquisa no exterior

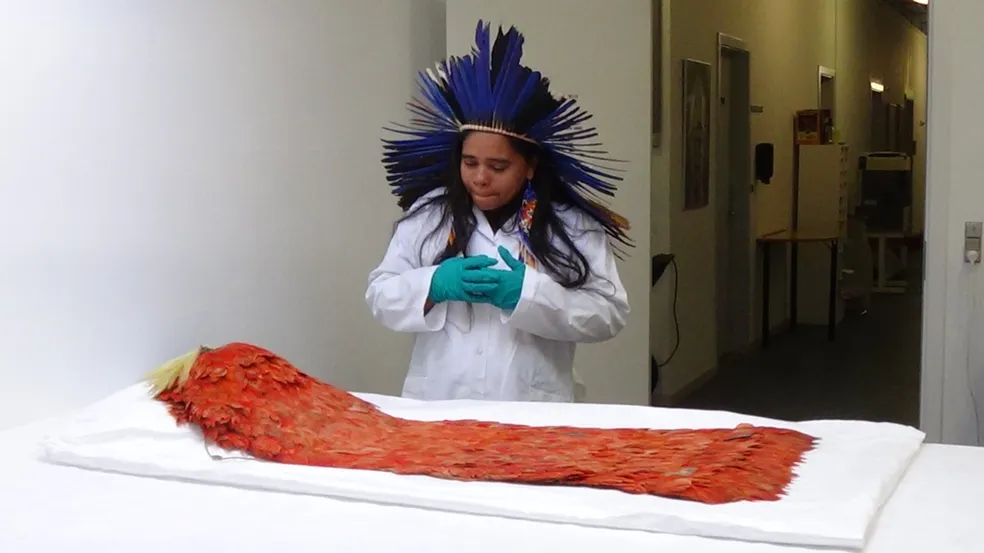
Glicéria Tupinambá e o manto no Museu Nacional da Dinamarca. Esse é o exemplar que retornou ao Brasil em 2024.

Foi somente no ano 2000 que o Brasil teve acesso ao manto, durante a “mostra do Redescobrimento Brasil + 500”, realizada em São Paulo. O manto foi cedido à exposição pelo Museu Nacional da Dinamarca, o Nationalmuseet. O líder indígena Aloísio Cunha Silva e Nivalda Amaral de Jesus, a Amotara (seu nome indígena), estiveram presentes à exposição. Para a Amotara, “esse contato foi um reencontro com uma memória transcendental de seu povo Tupinambá de Olivença, na Bahia”. Foi a partir desta visita, que Amotara pediu o repatriamento do manto à Aldeia. 
Glicéria não esteve presente à exposição de São Paulo. Foi através de uma fotografia do manto do Museu Nacional da Dinamarca, que Glicéria recriou, em 2006, com ajuda de toda comunidade, o primeiro manto para uma festa de culto os Encantados, que é realizada pelos Tupinambás anualmente no mês de janeiro. Posteriormente, esse manto foi doado ao Museu Nacional do Rio de Janeiro e faz parte da exposição “Os primeiros brasileiros”.  
Glicéria faz um relato à revista zum de como teve acesso à foto: “nesse período, a professora Patrícia Navarro, da Universidade Estadual da Bahia, veio dar aulas de história e antropologia na aldeia e trouxe um retroprojetor bem antigo. Ela tinha umas fotografias do manto e as projetou na parede. Fiquei namorando aquela imagem, curtindo o belo e bonito, e procurei olhar as tramas. A imagem era muito ruim, mas eu entendia a trama”. 
Mas foi durante uma viagem feita a Paris, em 2018, que Glicéria teve contato com o manto que estava no Museu do Quai Branly. Durante esta visita, Glicéria pôde verificar que o ponto da malha usado no manto era o mesmo do jereré (instrumento de pesca tradicional feito pelos Tupinambás).  
O manto confeccionado em 2020 teve como padrão a peça vista em Paris, inclusive utilizando a técnica de tecelagem do jererê. Foi feita em uma base de algodão cru encerado com cera de abelha tiúba. Foram usadas penas de aves que se encontravam na aldeia: galinha, galo, gavião, pato, peru, pavão, tururim, sabiá-bico-de-osso, canário-da-mata, gavião-rei, gavião-perdiz e arara.  

## Prêmios e reconhecimentos
- 2024 — Primeira artista indígena a representar o Brasil na Bienal de Veneza.[8]
- 2023  — Vencedora do Prêmio Pipa.[9]
- 2020/2021— Prêmio Funarte Artes Visuais[10]